# Język liwski
Język liwski (inna nazwa: język liwoński; līvõ kēļ, także rāndakēļ – „język z wybrzeża”) – język ugrofiński, podgrupy fińskiej z rodziny uralskiej, blisko spokrewniony z estońskim.
Liwski jest językiem wymarłym. Ostatnia osoba, dla której był językiem ojczystym – Grizelda Kristiņa – zmarła 2 czerwca 2013 w Kanadzie w wieku 103 lat. Obecnie liwski używany jest jeszcze przez kilkadziesiąt osób należących do narodu Liwów, zamieszkujących kilka wsi w północno-zachodnim skrawku Łotwy, jednak jest on dla nich językiem wyuczonym. Aktualnie jedyną osobą, dla której język liwski jest językiem ojczystym, jest urodzona w 2020 roku Kuldi Medne, której rodzice są działaczami na rzecz odrodzenia języka Liwów.
Język liwski w XII wieku używany był na ok. 70% terytorium obecnej Łotwy, a do końca średniowiecza obszar ten zmalał do 10% (w części północnej tego kraju) i stale zmniejszał swój zasięg na skutek wypierania go przez język łotewski. Liwski znalazł się na granicy wymarcia już w poł. XIX w., jednak starania o jego zachowanie podjęte przez badaczy (głównie fińskich) pozwoliły mu przetrwać do wieku XX. Pewne odrodzenie języka liwskiego nastąpiło w okresie międzywojennym, gdy rząd niepodległej Łotwy czynił starania o zachowanie kultury i języka Liwów. Po II wojnie światowej język liwski nie cieszył się żadnymi względami władz i, z racji posiadania niewielu użytkowników, coraz bardziej zmniejszał swój zasięg. Po odzyskaniu niepodległości przez Łotwę, władze tego kraju podjęły starania o odrodzenie tego języka. Nauczany jest on w szkołach, a także wykładany na uniwersytecie w Rydze. Prawdopodobnie jednak starania o zachowanie tego języka są spóźnione, ponieważ nawet jedyne czasopismo Liwów wydawane jest w języku łotewskim. Do zapisu języka liwskiego stosowany jest zmodyfikowany alfabet łaciński.

## Alfabet
Współczesna ortografia wywodzi się z lat 20. XX wieku.
A/a (Ā/ā), B/b, C/c, Č/č, D/d, Ḑ/ḑ, E/e (Ē/ē), F/f, G/g, Ģ/ģ, H/h, I/i (Ī/ī), J/j, K/k, Ķ/ķ, L/l, Ļ/ļ, M/m, N/n, Ņ/ņ, O/o (Ō/ō), Ȯ/ȯ (Ȱ/ȱ), P/p, [Q/q], R/r, Ŗ/ŗ, S/s, Š/š, Z/z, Ž/ž, T/t, Ț/ț, U/u (Ū/ū), V/v (W/w), Õ/õ (Ȭ/ȭ), Ä/ä (Ǟ/ǟ), Ö/ö (Ȫ/ȫ), Ü/ü, [X/x], Y/y (Ȳ/ȳ).

## Wybrane zwroty
| polski                    | liwski                      | estoński                    |
| ------------------------- | --------------------------- | --------------------------- |
| Cześć!                    | Tēriņtš!                    | Tere!                       |
| Smacznego                 | Jõvvõ sīemnaigõ!            | Jätku leiba!                |
| Dzień dobry!              | Jõvā ūomõg! / Jõvvõ ūomõgt! | Tere hommikust!             |
| Miłego dnia!              | Jõvā pǟva! / Jõvvõ päuvõ!   | Head päeva! / Ilusat päeva! |
| Dziękuję!                 | Tienū!                      | Aitäh! / Tänan!             |
| Szczęśliwego Nowego Roku! | Vȯndzist Ūdāigastõ!         | Head uut aastat!            |
| jeden                     | ikš                         | üks                         |
| dwa                       | kakš                        | kaks                        |
| trzy                      | kuolm                       | kolm                        |
| cztery                    | nēļa                        | neli                        |
| pięć                      | vīž                         | viis                        |
| sześć                     | kūž                         | kuus                        |
| siedem                    | seis                        | seitse                      |
| osiem                     | kōdõks                      | kaheksa                     |
| dziewięć                  | īdõks                       | üheksa                      |
| dziesięć                  | kim                         | kümme                       |